# Geboorte van Christus met de heiligen Laurentius en Franciscus van Assisi
De Geboorte van Christus met de heiligen Laurentius en Franciscus van Assisi is een schilderij van de Italiaanse kunstschilder Michelangelo Merisi da Caravaggio, kortweg Caravaggio. Het stelt de Geboorte van Jezus voor. Het is het enige schilderij dat Caravaggio in Palermo schilderde, tijdens zijn verblijf in Sicilië op het einde van zijn leven. Het dateert van 1609.
Het doek werd gestolen in 1969 en is sindsdien spoorloos. Voor de FBI geldt het als een van de Top 10 kunstdiefstallen ter wereld. De FBI schat de waarde op 18 miljoen euro.

## Beschrijving
Geen van de personages straalt vreugde uit. De achtergrond is een donkere wand. 
Centraal zit Maria uitgeput op een laag bankje. Boven haar zweeft een engel die naar de hemel wijst en met de andere hand een band afrolt met de tekst in het Latijn: Gloria in eccelsis Deo. De engel kijkt naar Jezus beneden. Jezus ligt op de grond op stro. Links staan diaken Laurentius van Rome en een os; rechts staan twee figuren: Franciscus van Assisi in pij en een oude man met baard Jozef. Vooraan zit een jongeman die zich afkeert van de toeschouwer en van het licht. 

## Historiek
Caravaggio schilderde het werk voor het hoofdaltaar in de San Lorenzokerk, een barokke kerk in Palermo, Sicilië. Het schilderij is in eigendom van het nabijgelegen minorietenklooster. Dit verklaart de aanwezigheid van de twee heiligen bij het Kersttafereel: Laurentius de patroonheilige en Franciscus de eigenaar van de kerk.
In de nacht van 18 op 19 oktober 1969 sneden dieven met een mes het doek los. De meeste bronnen gaan ervan uit dat de Cosa Nostra het liet stelen. Dit wordt verklaard door twee brieven in maffiastijl die de kerk ontving. De tweede brief bevatte een afgesneden stukje van het schilderij.
Geruchten doken op dat maffiabazen in Palermo het schilderij aan elkaar door gaven, in stukken sneden en te eten gaven aan varkens. Ratten aten het verder op en vuur vernietigde de resten. Er zou niets van over blijven. Dit was wat de maffia-spijtoptant Gasparo Spatuzza verklaarde.
Sinds 2015 hangt er een kopie boven het altaar. De Brit Adam Lowe was de auteur, geholpen door een laboratorium voor reproductie.

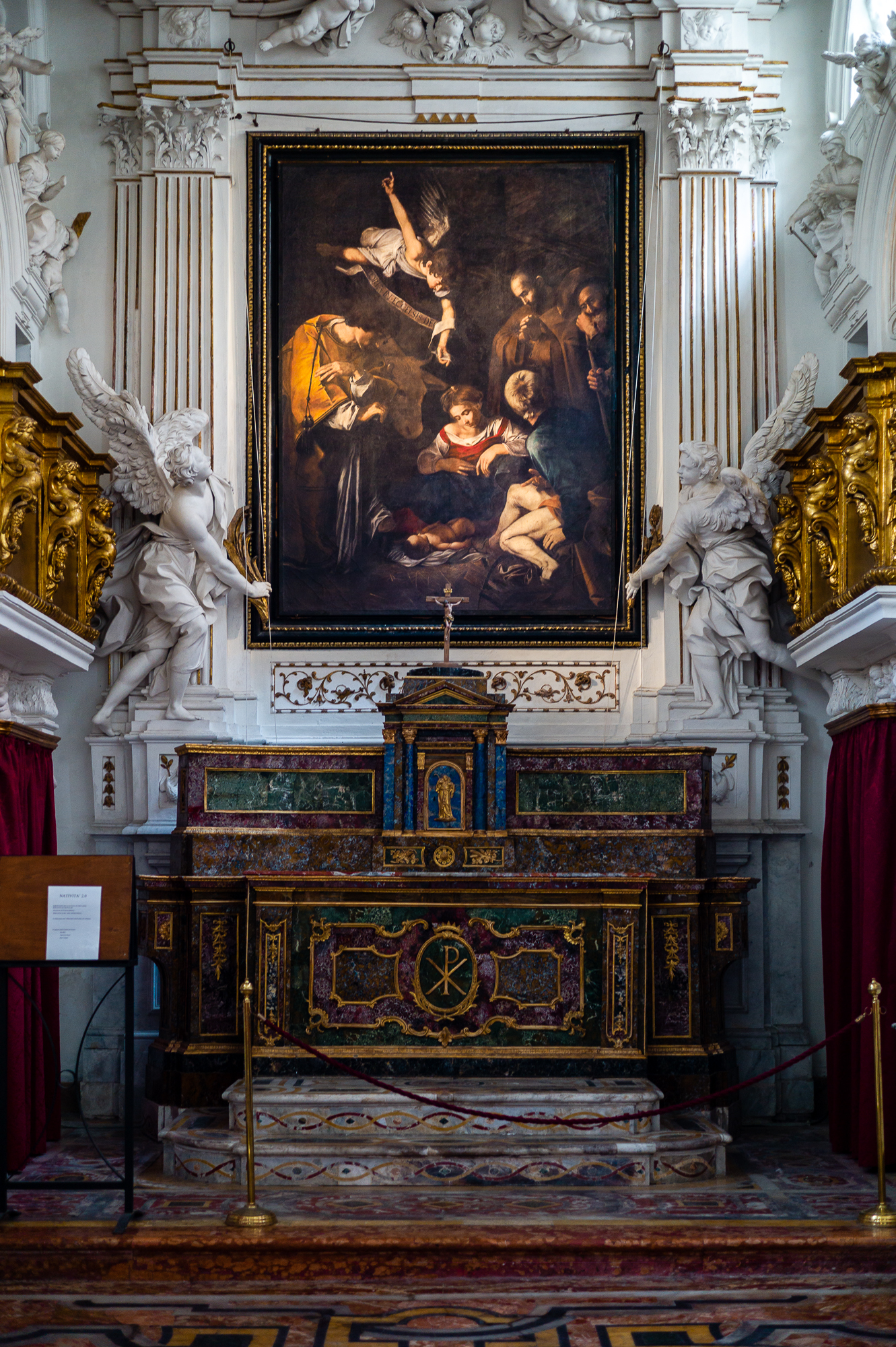
Het altaar met de kopie van het schilderij; San Lorenzokerk, Palermo

Meer informatie kwam vrij in 2017. Een gearresteerd maffialid Gaetano Grado verklaarde dat het schilderij in repen gesneden in een bankkluis in Zwitserland ligt. Ze sneden het in stukken om het verkoopbaar te maken. Charles Hill van Scotland Yard, die een rol speelde bij het opsporen van het gestolen werk De Schreeuw in Noorwegen, stelde in 2019 dat het schilderij van Caravaggio ooit zal teruggevonden worden.
De zieke Bacchus (ca. 1594) · Jongen met een fruitmand (ca. 1593-95) · Een jongen gebeten door een hagedis (1595-96) · Medusa Murtola (ca. 1595) · Bacchus (ca. 1596) · Medusa (ca. 1597) · Judith onthoofdt Holofernes (1598-99) · Narcissus (1598-99) · De roeping van Matteüs (1599-1600) · Het martelaarschap van Matteüs (1600) · Avondmaal in Emmaüs (versie in Londen) (1601-02) · Amor vincit omnia (1601-02) · Johannes de Doper (versie in de Capitolijnse Musea) (1602) · Matteüs en de engel (1602) · De gevangenneming van Christus (ca. 1602) · De Graflegging (ca. 1603–1604) · Rozenkransmadonna (ca. 1604–1605) · Madonna di Loreto (1604-06) · Madonna van de palfreniers (1605-06) · De heilige Hiëronymus (1605-06) · Avondmaal in Emmaüs (versie in Milaan) (1606) · Zeven werken van barmhartigheid (1607) · De onthoofding van Johannes de Doper (1608) · De begrafenis van de heilige Lucia (1608) · De aankondiging (1608-1610) · Geboorte van Christus met de heiligen Laurentius en Franciscus van Assisi (1609) · Aanbidding der herders (1609) · David met het hoofd van Goliath (versie in Rome) (1609-10)